# 클림프
클림프는 밀가루와 우유, 달걀을 탁구공 크기로 빚은 수제비로, 스웨덴에서 국물 요리에 들어가는 만두를 지칭하는 이름이다.